# Uzovce
Uzovce é um município da Eslováquia, situado no distrito de Sabinov, na região de Prešov. Tem 5,54 km² de área e sua população em 2018 foi estimada em 539 habitantes.

## Demografia
| Ano:        | 1994 | 2004   | 2014   | 2024   |
| ----------- | ---- | ------ | ------ | ------ |
| Broj ljudi: | 479  | 494    | 531    | 537    |
| Razlika:    |      | +3,13% | +7,48% | +1,12% |

| Ano:               | 2023 | 2024   |
| ------------------ | ---- | ------ |
| Número de pessoas: | 529  | 537    |
| Diferença:         |      | +1,51% |